# تپه آواز
تپه آواز مربوط به عصر آهن است و در شهرستان هرسین، بخش بیستون، دهستان چمچمال، ۲ کیلومتری جنوب شرق روستای گوهره واقع شده و این اثر در تاریخ ۲۶ اسفند ۱۳۸۷ با شمارهٔ ثبت ۲۵۴۹۶ به‌عنوان یکی از آثار ملی ایران به ثبت رسیده است.